# Inkoativ
Inkoativ (av latin inchoativus, av incoho, "påbörja", "inleda") är en verbaspekt som markerar början till någonting. I svenskan återfinns en historisk inkoativ i de flesta verb som slutar på -na. Till exempel kommer lämna (fornsvenska lifna) från en inkoativform av urgermanska liban som betyder stanna kvar. Inkoativ kunde på liknande sätt bildas från ett verb genom inskott av -n- före -a(-), men också genom att man lade till -na(-) till ett adjektiv. I båda fallen kunde ljuden i det nya verbet förändras genom assimilation, eller grundordet (grundverbet eller grundadjektivet) ha en annan form än den idag vanliga, vilket ibland gör det svårt att omedelbart inse vilket grundordet var. I lämna och somna (från verbet sova) har exempelvis ett v-ljud assimilerats till m. och rodna är bildat från en annan avljudsform än den vanliga av adjektivet röd.

## Exempel

### Från verb
- Lämna
- Rämna (från riva)
- Somna
- Vakna

### Från adjektiv
- Klarna
- Ljusna
- Mjukna
- Mulna
- Mörkna
- Rodna
- Styvna
- Svalna
- Tystna
- Vissna